# Daily Express
« Sunday Express » redirige ici. Pour les autres significations, voir Sunday Express (homonymie).
Pour les articles homonymes, voir Express.
Le Daily Express est un tabloïd quotidien publié au Royaume-Uni. Il a été fondé en 1900. Depuis 1918, il a également une édition dominicale intitulée le Sunday Express, qui a sa propre rédaction.
Filiale du groupe Northern & Shell (en), il est racheté début 2018 par le groupe Trinity Mirror, en même temps que d'autres titres du groupe (Sunday Express, Daily Star et Daily Star Sunday, OK !, New ! et Star).
Mis à part son soutien en 2001 au Parti travailliste, le journal a toujours été lié au Parti conservateur. En 2015, le patron du journal Richard Desmond fait don de 1,3 million de livres (1,4 million d'euros) à l'UKIP, le Daily Express soutenant régulièrement les positions eurosceptiques. Le journal soutiendra ouvertement le Brexit lors du référendum du 23 juin 2016,.
Il est vendu en France au prix de 2,70 euros[réf. nécessaire].